# Estrofa alcaica
En la métrica clásica, y especialmente en la métrica eólica griega y latina, por estrofa alcaica se entiende una estrofa compuesta de dos endecasílabos alcaicos, un eneasílabo alcaico y un decasílabo alcaico. Atribuida al célebre poeta de Lesbos, Alceo de Mitilene, la estrofa alcaica fue ampliamente usada en el mundo latino, especialmente por Horacio en sus Odas. La estrofa alcaica y la estrofa sáfica, nombradas así por los contemporáneos de Alceo, son dos importantes formas de la poesía clásica.
La estrofa alcaica fue también una de las combinaciones métricas más frecuentes en el siglo XIX italiano, en la llamada métrica bárbara, especialmente por Giosuè Carducci. Giovanni Pascoli la utilizó en Corda Fratres, el himno de la homónima hermandad internacional goliárdica.

## Formación
La estrofa alcaica está compuesta de cuatro versos, de los cuales los dos primeros versos son endecasílabos, un tercer verso eneasílabo y un último verso decasílabo (11+11+9+10). A veces, se puede encontrar dispuesta sobre tres versos, ya que se unen el eneasílabo al decasílabo. Se trata de un error, pues la unión no está justificada por la ausencia de la sinalefa.
El esquema es el siguiente:
X— ∪— X —∪∪ —∪ X
X— ∪— X —∪∪ —∪ X
X— ∪— X —∪ —X
—∪∪ —∪∪ —∪ —X
Es.
Ēheū fŭgācēs, Pōstŭmĕ, Pōstŭmĕ
lābūntŭr ānnī, nēc pĭĕtās mŏrām
rūgīs ĕt īnstāntī sĕnēctaē
ādfĕrĕt īndŏmĭtaēquĕ mōrtī

(Horacio, Oda II, 14, 1-4)

## Endecasílabo alcaico

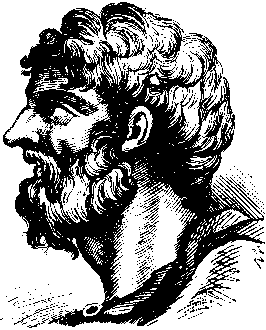
Alceo

Forma parte del grupo de los versos eólicos, o sea el gliconeo, es el más frecuente en la métrica de Alceo, que lo usó en sus Odas.
Esquema:
X — ∪ — | X || — ∪ ∪ — | ∪ —
El endecasílabo alcaico debe su nombre a Alceo, que  hizo amplio uso como elemento constitutivo de la estrofa alcaica; usado en la poesía lírica, este metro fue introducido en Roma por Horacio. Está compuesto por un verso unimembre yámbico denominado hipercataléctico y de un dodrans I; el verso unimembre yámbico, como es usual en los yambos, admite la vocal larga en el primer pie, mientras la sílaba hipercataléctica es indiferente.
Algunos ejemplos:
Vides ut alta stet nive candidum (Horacio, Oda I, 9, v. 1)
En la estrofa, a la manera de la estrofa sáfica, se usan tres endecasílabos alcaicos + adonio final
 

## Eneasílabo alcaico
Dímetros yámbicos catalécticos:
— — ∪ — | — — ∪ — | X

## Decasílabo alcaico
El cuarto verso (colon) de la estrofa alcaica es un metro eólico con cuatro arsi estables y tesi móviles. Corresponde a un gliconeo ipponatteo. El esquema es:
—∪∪—∪∪—∪—X

## Cine
La estrofa alcaica se cita y se define parcialmente en la película titulada Mio figlio professore (1946).